# 格拉夫
格拉夫（Graf）可以指：
- 康拉德·格拉夫
- 赫爾曼·格拉夫
- 乌尔里希·格拉夫
- 施特菲·格拉夫
- 斯特凡妮·格拉夫

|  | 本页或本分段罗列了姓氏为「格拉夫」的人物。 如果是一个指代特定个人的内链将您引导到本页，請考慮修正該人物的名字以將链接指向正確的條目。 |